# 恭嬪金氏
恭嬪金氏（きょうひん きんし、コンビン キムシ、공빈 김씨、1553年 - 1577年5月1日）は李氏朝鮮第14代国王宣祖の後宮で第15代国王光海君、および宣祖の庶長子臨海君の実母。本貫は金海金氏。文臣で贈領敦寧府事、海寧府院君金希哲（きん きてつ、キム・ヒチョル、김희철、1519年 - 1592年）の娘。
光海君の即位に伴い慈淑端仁恭聖王后（じゃしゅくたんじん きょうせいおうこう、チャスクタニン コンソンワンフ、자숙단인공성왕후）の諡号を追贈され墓所も成陵（せいりょう、ソンヌン、성릉）の陵号が与えられたが廃位後に全ての号を廃され本来の地位へと戻った。

## 生涯
金希哲と正室安東権氏の間に誕生し長じて宮中に入った。淑儀の地位にあった1572年に長子珒を出産し嬪に封じられ、3年後の1575年には次子琿を出産したがその後病に倒れ、2年後の1577年に薨去した。
恭嬪金氏は夫宣祖に寵愛されており、彼女が健在であった頃他の後宮は皆遠慮して寵を競おうとはしなかった。しかし病が重くなった頃宣祖に「自らの病は何者かによる呪詛によるものなのに主上（宣祖）がこれを調査し明らかにしなかったから自分が死んだとしたら主上がそうさせたことになるが、恨んだり憎んだりはしない」と訴えた。宣祖はこれを聞いて酷く悲しんだが彼女の死後後宮のひとり昭容金氏（後の仁嬪金氏）が恭嬪金氏の言葉は誤りである事を丁寧に説明した。以後昭容金氏は恭嬪金氏以上に宣祖から寵愛されるようになったという。

### 死後
次子李琿が即位した事に伴い1610（光海君2）年3月に慈淑端仁恭聖王后と追贈され殿には「奉慈」（ほうじ、ポンジャ、봉자）陵には「成陵」の号が与えられた。1613年にはこの事について明に使者を送り承認を求めている。1616（光海君8）年には「敬烈明順」（けいれつめいじゅん、キョンニョルミョンスン、경렬명순）の尊号が加わり諡号も敬烈明順慈淑端仁恭聖王后となった。しかし1623年に仁祖反正が起こり光海君が廃位された事に伴い、彼女にまつわる全ての号が廃止された。
恭嬪金氏の墓所も陵号を失い成墓（せいぼ、ソンミョ、성묘）と改名したが外観は王室陵同様のつくりとなっており、文化財庁により大韓民国指定史跡第365号に指定されている。

## 家系
- 父: 金希哲
- 母: 安東権氏
  - 弟: 金礼直（朝鮮語版）（1565年 - 1623年）
  - 弟: 金義直（生没年不詳）

- 夫: 宣祖
  - 臨海君 李珒（1572年 - 1609年）
  - 光海君 李琿（1575年 - 1641年）

## 恭嬪金氏が登場する作品
- ホジュン 宮廷医官への道（MBC1999年、配役: パク・チュミ）[7]
- ホジュン〜伝説の心医〜（MBC2013年、配役: チャン・ジウン（朝鮮語版））[8]
- 火の女神ジョンイ（MBC2013年、配役: ユ・ダミ）[9]